# Myolepta himalayana
Myolepta himalayana är en tvåvingeart som beskrevs av Enrico Adelelmo Brunetti 1915. Myolepta himalayana ingår i släktet parkblomflugor, och familjen blomflugor. Inga underarter finns listade i Catalogue of Life.